# Peter Carstens (Genetiker)
Peter Carstens (* 13. September 1903 in Brunsbüttel; † Januar 1945 in Posen, Polen) war ein deutscher Tierzuchtgenetiker und SS-Oberführer.

## Leben
Der Sohn eines Lehrers studierte von 1924 bis 1927 an der Landwirtschaftlichen Hochschule in Hohenheim. Von 1928 bis 1934 war er Assistent am Tierzuchtinstitut in Hohenheim. Carstens trat zum 1. August 1930 der NSDAP bei (Mitgliedsnummer 285.696). Von 1930 bis 1933 war er zudem Mitglied der SA. 1930 wurde er in Hohenheim promoviert. 1933 trat Carstens von der SA zur SS über (SS-Nummer 118.431). 1934 folgte die Habilitation. Er wurde 1934 Professor für Tierzuchtlehre an der Landwirtschaftlichen Hochschule in Hohenheim und war dort Rektor von 1935 bis 1938. 1935 wurde er Führer im Rasse- und Siedlungshauptamt. 1940/41 gehörte er zum Ansiedlungsstab Posen und 1941 wurde er zum Rektor der Reichsuniversität Posen, am 20. April 1941 parallel zum SS-Standartenführer ernannt, 1945 zum SS-Oberführer befördert (mit Wirkung seit 1944). 1942 wurde er einberufen und übergab die Amtsgeschäfte zum Rektorat an Walter Geisler. Im Jahr 1944 gehörte er zum Führungskreis des NS-Dozentenbundes. Er starb im Januar 1945 zu Beginn der Schlacht um Posen.
Unter Umgehung der Wahlbestimmungen der Preußischen Akademie der Wissenschaften wurde Carstens 1941 als deren korrespondierendes Mitglied gewählt.

## Schriften (Auswahl)
- Erforschung des Aufbaus führender Herden des Höhenviehs in Württemberg (1931)
- Rassenvergleich Untersuchungen am Hundeskelett (1933)
- Viehhaltung und Fütterung (mit A. Werner 1935)